# ارتداد
الارتدادات هي القدرات الكامنة في الجهاز العضلي الهيكلي التي تحقق الثبات التلقائي للحركات عن طريق استخدام الخصائص اللاخطية وخصائص اللزوجة المرنة لـ العضلات عند التقلص. وقد تم صياغة مصطلح «الانعكاسات» الدال على مثل هذا التأخير الصفري، وحلقة ردود الفعل الجوهرية عن طريق لويب. على عكس أساليب الثبات التي تستخدم الخلايا العصبية مثل المنعكسات والتحكم الأعلى للدماغ، تحدث هذه الارتدادات مع أقل تأخير ممكن. ويعد العيب الأساسي فيها هو أنها تعمل فقط لتحقيق الثبات في الحركات الرئيسية للجهاز العضلي الهيكلي.

## تصحيح المرونة اللزجة
تتميز العضلات بخصائص المرونة اللزجة غير الخطية عند تقلصها. وقد تعمل هذه الخاصية على التصحيح التلقائي للحركات عندما تضطر العضلة إلى تغيير طولها وتعمل بسرعة مختلفة غير السرعة المأمورة بها. ويعد التصحيح التلقائي هذا مفيدًا عندما يكون الأمر في حالة ارتباك، مثال، إذا كانت الخطوة ستؤدي للوقوع في حفرة تسبب تمددًا غير متوقع للقدم. تتفاعل خصائص المرونة اللزجة غير الخطية مع هذه الارتباكات مسببة اختلافات في السرعة والطول مثلما تتعارض مباشرة، عندما تحدث، مع آثار الارتباكات على الجسم.

## فرص التطور
تحتوي العضلات على العديد من الأنظمة المختلفة التي يمكن أن يعمل من خلالها الانتقاء التطوري لثبات الارتداد في الجهاز العضلي الهيكلي. على سبيل المثال تحتوي العضلة الدالية على الأقل على سبعة مقاطع مع مرفقات عظمية مختلفة والتحكم في الأعصاب. ويوجد داخل كل قطاع عضلي بنية داخلية معقدة تقل حتى تصبح واحدة تحتوي كل وحدة عضلية فيها على وتر والسفاق وحزم العناصر المقلصة النشطة والخاملة. وهناك مصدر آخر للاختلاف في البنية الداخلية لاتجاه الألياف المتعلقة بخط نشاط العضلة، مثلما يحدث في العضلات الريشية muscles. إن تعقيدات طول اللزوجة المرنة المختلفة - وعلاقات القوة والسرعة للأجزاء الفرعية هذه تقدم فرصة لاختيار تكيف المركبات الحيوية لبنية العضلات المركبة مع طول اللزوجة المرنة غير الخطية - علاقات القوة والسرعة. توفر هذه الطبيعة للعضلات لكونها هياكل مركبة، توفر فرصة التكيف للتطور من أجل تعديل ردود فعل اللزوجة المرنة في الجهاز العضلي الهيكلي بحيث تواجه الاضطرابات دون الحاجة إلى مستويات فقارية أو مستويات أعلى للتحكم.

## أمثلة

### استرداد خطوة الساق
الدجاج الحبشي يشبه العديد من طيور ثنائيات الحركة التي تمشي على الأرض الوعرة. عندما يخطو الدجاج الحبشي بقدمه فتنزل في حفرة (وهو اضطراب شائع تمكن فيه التطور من تحويل خصائص اللزوجة المرنة غير الخطية للجهاز العضلي الهيكلي الخاص بها)، يحدث التغيير اللحظي للسرعة والطول دون أمر في العضلات التي تمد مفاصل الساق. يتفاعل تفاوت الطول/السرعة مع علاقات قوة الطول والسرعة غير الخطية التي تطورت في الاستجابة لمثل هذه الاضطرابات مع نتيجة مد الساق أكثر في الحفرة والحفاظ على استقرار جسم الطائر مستقرًا ومنتصبًا.

### مسح الساق
وهي من الخصائص الجوهرية للجهاز العضلي الهيكلي لساق الضفدعة، وهي لا تعد انعكاسات شوكية عصبية، إذ إنها تساعد في تحقيق الاستقرار أثناء حركات المسح في المحفزات عندما يتم الحث على حركة الساق.

### قفزات القرفصاء
يحدث النموذج البشري للاستقرار الانعكاسي عندما يقفز الشخص من وضع القرفصاء، وتعمل عضلات الساق على توفير الحد الأدنى للتأخير الزمني للاضطرابات من الخط الرأسي.

## طالع
- جمبازيات